# Мистификация
Мистифика́ция — намеренная попытка введения людей (читателей, зрителей, слушателей, покупателей и так далее) в заблуждение.
На конец XIX и начало XX столетий в источниках указывалось что Мистификация, ж. лат., шуточный обман или содержание человека в забавной и длительной ошибке, или невинный обман. Понятие, в основном, относится к области искусства и, по мнению некоторых, не предполагает нанесения обманным путём морального или имущественного вреда; последнее называют мошенничеством.

## Мистификация в литературе
Литературная мистификация — произведение, приписываемое действительным автором автору иному (реальному писателю, вымышленному лицу, лицу действительному, но не написавшему его) или выдаваемое за произведение «народного творчества». Мистификация по природе своей является орудием литературной полемики и политической сатиры, часто использующей пародию. Однако ряд мистификаций, задуманных несомненно как пародические, в литературной практике воспринимались как произведения «серьёзные» («Театр Клары Газуль» и «Гузла» Мериме, в которых пародируется «местный колорит» романтиков).
Наиболее известный пример литературной мистификации — «Поэмы Оссиана», которые выдавались за древнешотландскую (гэльскую) поэзию, в действительности написанные в середине XVIII века шотландцем Джеймсом Макферсоном. Другой известный пример — сборник якобы античной поэзии «Песни Билитис» (фр. Les Chansons de Bilitis; издан в Париже в 1894 году), в действительности написанной французом Пьером Луисом. Примеры мистификаций в русской литературе — Козьма Прутков, Черубина де Габриак, Рустам Святославович Кац.

## Мистификация в музыке
Музыкальная мистификация — сочинение, приписываемое композитором иному, «малоизвестному» композитору, либо подаваемое как «сенсационно обнаруженное» сочинение «знаменитого» композитора. Первой громкой музыкальной мистификацией стала ода Пиндара, якобы обнаруженная Афанасием Кирхером во время его путешествия в 1637-38 гг. по Сицилии. Ода Пиндара, опубликованная в его (огромном) трактате «Универсальная музургия» (1650), долгое время считалась аутентичной и вообще наиболее древним дошедшим до наших дней нотированным музыкальным произведением. Филолог А. Ром (1932) впервые обратил внимание на ошибки и опечатки в передаче греческого текста оды у Кирхера. Он установил, что они в точности воспроизводят текст издания стихов (без нот) Пиндара, выполненного Эразмом Шмидом в 1616 году. Видимо, это издание и послужило основой музыкальной мистификации, а вовсе не «сенсационная сицилийская находка», как это подавал Кирхер. Массовый характер музыкальные мистификации приобрели в XX веке.
Примеры музыкальных мистификаций:
- Grave Яна Иржи Бенды (на самом деле написано С. Душкиным);
- Ave Maria Джулио Каччини (настоящий автор — В. Ф. Вавилов, он же сочинил ещё нескольких популярных произведений «старинных композиторов»);
- Симфония № 21 Н. Овсянико-Куликовского (настоящий автор — М. Э. Гольдштейн);
- Концерт для альта с оркестром И. Е. Хандошкина (настоящий автор — М. Э. Гольдштейн);
- Концерт «Аделаида» для скрипки с оркестром В. А. Моцарта (настоящие авторы — Анри Казадезюс и его брат Мариюс, они же — авторы ещё нескольких «вновь открытых» сочинений И. К. Баха, К. Ф. Э. Баха и Г. Ф. Генделя);
- Вариации на тему Корелли от Джузеппе Тартини (настоящий автор — Ф. Крейслер; не путать с подлинным сочинением Тартини «Вариации на тему гавота Корелли», известным также под названием «L’arte del arco»);
- «Прелюдия и аллегро», «В темпе менуэта» Пуньяни (настоящий автор — Фриц Крейслер);
- Ария «Pietà, Signore» А. Страделлы. В действительности написана в 1830-х годах Ф.-Ж. Фетисом;
- Адажио Альбинони принадлежит итальянскому музыковеду Ремо Джадзотто, который выдавал своё сочинение за «реконструкцию» найденного им на развалинах Дрездена «обрывка» оригинальной музыки Альбинони.
- Токката для виолончели и фортепиано Фрескобальди (настоящий автор — Гаспар Касадо).
- Концерт № 5 для виолончели с оркестром C-dur, Hob. VIIb:5 Гайдна (настоящий автор — австрийский виолончелист XIX века Давид Поппер)[6].
- Концерт для скрипки с оркестром C-dur Антонио Вивальди (настоящий автор — Фриц Крейслер).

Нередки случаи, когда музыкальные сочинения-мистификации исполняли и записывали на грампластинку известные музыканты (дирижёры С. А. Кусевицкий, Е. А. Мравинский, Г. фон Караян, альтисты У. Примроуз, Р. Б. Баршай и Ю. А. Башмет, скрипачи И. Менухин, Д. Ф. Ойстрах, виолончелист М. Л. Ростропович и др.), выдавая их за шедевры старинной и классической музыки.
См. также список музыкальных мистификаций в английской Википедии.

#### В популярной музыке
Три песни Аллы Пугачёвой на вышедшем в мае 1978 года её первом сольном студийном альбоме «Зеркало души» были включены под псевдонимом Борис Горбонос.

## Мистификация в кино
В кинематографе существует жанр, определяемый английским термином mockumentary (мокьюментари, псевдодокументалистика), представляющий собой мистификацию, преподнесённую в форме документального фильма. Вся разница между документальным фильмом и мокьюментари в том, что предмет мокьюментари вымышленный, а документального фильма — настоящий. Яркий пример — фильм «Первые на Луне».

## Маркетинговая мистификация
Маркетинговый ход, основанный на некой сенсации, которая в итоге оказывается весьма слабо связана с самим продвигаемым продуктом. Мистификация, как правило, является прелюдией к презентации самого продукта и существует в обществе некоторое время без привязки к нему. Основа такой мистификации — вирусная реклама, которая распространяется без участия рекламодателя и специализированных агентств. Её назначение — вызвать интерес, заинтриговать, создать резонанс.
К примеру, маркетинговая мистификация стала основой и для развития проекта «Американское сало». Пассажиры московского метро, насмотревшись под землёй на плакаты в стиле Энди Уорхола с банками американского сала, пошли искать ответ на вопрос «Что это?!» в сеть. Газета «КоммерсантЪ» напечатала статью о политической акции к выборам президента Украины. Также статья нашла горячий отклик в блогосфере. Поэтому, когда в сети появилась информация о презентации арт-проекта «Явление американского сала», акцию уже ждал успех. 26 марта основная интрига проекта была раскрыта: оказалось, что «Американское сало» — это книга, написанная профессиональным технологом массовых коммуникаций.

## Интернет-мистификации
В 2018–2019 годах новостные агентства, родители и общеобразовательные учреждения по всему миру распространяли панические статьи и слухи о некоей Момо как об онлайн-демоне, побуждающем детей через службу текстовых сообщений WhatsApp наносить себе ущерб. Утверждалось, что челлендж Момо требовал включать газовые плиты на кухне, принимать какие-то таблетки и втыкать ножи в розетки. Спектр требований варьировался от указания ребёнку просыпаться посреди ночи до членовредительства и даже самоубийства. Распространились слухи, будто образы Момо также присутствуют в видеороликах на YouTube, в мультфильме «Свинка Пеппа» и в игре «Minecraft». Утверждалось, детям велено держать Момо и требуемые от её имени опасные испытания в секрете от своих родителей. Якобы Момо в противном случае причинит вред и взрослым членам семьи. Большую статью «Челлендж Момо: исследование появления крупной демонической мистификации в Интернете» (2021) в научном журнале «Journal for the Academic Study of Religion» посвятила феномену Момо преподаватель Сиднейского университета Зои Олдертон. Она писала, что с самого появления Момо многие эксперты понимали: Момо — мистификация, а не реальная угроза.

## Мистификация в науке
Мистификация в научной среде может производиться для личного обогащения или получения славы. Так, по-видимому, появился «Пилтдаунский человек» — якобы неизвестного звена между обезьяной и человеком. Его автором, скорее всего, был Чарльз Доусон, сфабриковавший почти 40 окаменелостей.
Иногда целью научной мистификации является розыгрыш или критика науки и её институтов. Дабы обратить внимание широкой общественности на низкий уровень рецензирования в российских научных журналах, коллектив научно-популярного издания Троицкий вариант — Наука подал к публикации статью «Корчеватель», написанную автоматическим генератором текстов. После получения положительной рецензии и выхода статьи в журнале, организаторы сознались в подлоге, спровоцировав обсуждение беспокоившей их проблемы.